# 부천공업고등학교
부천공업고등학교(富川工業高等學校)는 대한민국 경기도 부천시 소사구 송내동에 있는 공립 고등학교이다.

## 학교 연혁
- 1950년 6월 1일 : 부천 농업중학교 개교
- 1955년 3월 1일 : 소사 농업고등학교 교명 변경
- 1962년 3월 1일 : 소사 실업고등학교 교명 변경
- 1968년 3월 1일 : 소사 농공 고등학교 교명 변경, 전자과 신설
- 1974년 3월 1일 : 부천공업고등학교 교명 변경, 화공과 신설
- 1997년 2월 3일 : 체육관 준공
- 1998년 11월 6일 : 창조관 준공
- 2022년 3월 1일 : 학과개편[스마트전기과→에너지전기과] [자동차과→인공지능자동차과]

## 설치 학과
- 인테리어디자인과
- IT전자통신과
- 뷰티화장품과
- 에너지전기과
- IT융합기계과
- 인공지능자동차과

## 참고 자료
- 부천공업고등학교 - 한국교육학술정보원 학교알리미